# A Dél-afrikai Köztársaság az 1996. évi nyári olimpiai játékokon
A Dél-afrikai Köztársaság az egyesült államokbeli Atlantában megrendezett 1996. évi nyári olimpiai játékok egyik részt vevő nemzete volt. Az országot az olimpián 14 sportágban 84 sportoló képviselte, akik összesen 5 érmet szereztek.

## Érmesek
| Érem  | Versenyző       | Sportág  | Versenyszám    |
| ----- | --------------- | -------- | -------------- |
| Arany | Josia Thugwane  | Atlétika | Férfi maraton  |
| Arany | Penelope Heyns  | Úszás    | Női 100 m mell |
| Arany | Penelope Heyns  | Úszás    | Női 200 m mell |
| Ezüst | Hezekiél Sepeng | Atlétika | Férfi 800 m    |
| Bronz | Marianne Kriel  | Úszás    | Női 100 m hát  |

## Atlétika
Férfi
| Versenyző                                                       | Versenyszám     | Előfutam | Előfutam | Előfutam | Negyeddöntő | Negyeddöntő | Negyeddöntő | Elődöntő | Elődöntő | Elődöntő | Döntő   | Döntő    |
| Versenyző                                                       | Versenyszám     | Idő      | Hely.    | Össz.    | Idő         | Hely.       | Össz.       | Idő      | Hely.    | Össz.    | Idő     | Helyezés |
| --------------------------------------------------------------- | --------------- | -------- | -------- | -------- | ----------- | ----------- | ----------- | -------- | -------- | -------- | ------- | -------- |
| Alfred Visagie                                                  | 200 m           | 21,10    | 5.       | 58.*     | kiesett     | kiesett     | kiesett     | kiesett  | kiesett  | kiesett  | kiesett | kiesett  |
| Arnaud Malherbe                                                 | 400 m           | 45,75    | 2.       | 16.      | 45,26       | 5.          | 14.**       | kiesett  | kiesett  | kiesett  | kiesett | kiesett  |
| Bobang Phiri                                                    | 400 m           | 45,94    | 4.       | 26.      | 45,51       | 6.          | 21.         | kiesett  | kiesett  | kiesett  | kiesett | kiesett  |
| Hendrik Mokganyetsi                                             | 400 m           | 45,89    | 4.       | 22.*     | 46,48       | 6.          | 30.         | kiesett  | kiesett  | kiesett  | kiesett | kiesett  |
| Hezekiél Sepeng                                                 | 800 m           | 1:46,45  | 1.       | 14.      |             |             |             | 1:45,16  | 1.       | 8.       | 1:42,74 |          |
| Johan Botha                                                     | 800 m           | 1:45,63  | 3.       | 5.       |             |             |             | 1:48,06  | 7.       | 19.      | kiesett | kiesett  |
| Marius van Heerden                                              | 800 m           | 1:47,46  | 3.       | 31.      |             |             |             | kiesett  | kiesett  | kiesett  | kiesett | kiesett  |
| Shadrack Hoff                                                   | 5000 m          | 14:05,97 | 6.       | 26.      |             |             |             | 14:16,14 | 11.      | 25.      | kiesett | kiesett  |
| John Morapedi                                                   | 5000 m          | 13:54,30 | 1.       | 11.      |             |             |             | 13:54,43 | 13.      | 13.      | kiesett | kiesett  |
| Hendrick Ramaala                                                | 10 000 m        | 29:07,81 | 15.      | 29.      |             |             |             |          |          |          | kiesett | kiesett  |
| Josia Thugwane                                                  | Maraton         |          |          |          |             |             |             |          |          |          | 2:12:36 |          |
| Lawrence Peu                                                    | Maraton         |          |          |          |             |             |             |          |          |          | 2:18:09 | 27.      |
| Gert Thys                                                       | Maraton         |          |          |          |             |             |             |          |          |          | 2:18:55 | 33.      |
| Llewellyn Herbert                                               | 400 m gát       | 51,13    | 7.       | 45.      |             |             |             | kiesett  | kiesett  | kiesett  | kiesett | kiesett  |
| Shadrack Mogotsi                                                | 3000 m akadály  | 8:46,24  | 10.      | 28.      |             |             |             | kiesett  | kiesett  | kiesett  | kiesett | kiesett  |
| Alfred Visagie Arnaud Malherbe Hendrik Mokganyetsi Bobang Phiri | 4 × 400 m váltó | 3:03,79  | 3.       | 13.      |             |             |             | 3:02,96  | 5.       | 10.      | kiesett | kiesett  |

| Versenyző       | Versenyszám | Selejtező                | Selejtező                | Döntő    | Döntő    |
| Versenyző       | Versenyszám | Eredmény                 | Helyezés                 | Eredmény | Helyezés |
| --------------- | ----------- | ------------------------ | ------------------------ | -------- | -------- |
| Riaan Botha     | Rúdugrás    | 570 cm                   | 1.                       | 560 cm   | 14.      |
| Okkert Brits    | Rúdugrás    | érvényes kísérlet nélkül | érvényes kísérlet nélkül | kiesett  | kiesett  |
| François Fouché | Távolugrás  | 744 cm                   | 38.                      | kiesett  | kiesett  |

Női
| Versenyző          | Versenyszám | Előfutam | Előfutam | Előfutam | Elődöntő | Elődöntő | Elődöntő | Döntő         | Döntő         |
| Versenyző          | Versenyszám | Idő      | Hely.    | Össz.    | Idő      | Hely.    | Össz.    | Idő           | Helyezés      |
| ------------------ | ----------- | -------- | -------- | -------- | -------- | -------- | -------- | ------------- | ------------- |
| Gwen Griffiths     | 1500 m      | 4:10,80  | 6.       | 14.      | 4:11,12  | 5.       | 13.      | 4:06,33       | 9.            |
| Colleen de Reuck   | 10 000 m    | 32:39,19 | 8.       | 8.       |          |          |          | 32:14,69      | 13.           |
| Elana Meyer        | Maraton     |          |          |          |          |          |          | nem ért célba | nem ért célba |
| Karen van der Veen | 400 m gát   | 57,00    | 6.       | 25.      | kiesett  | kiesett  | kiesett  | kiesett       | kiesett       |

* - egy másik versenyzővel azonos eredményt ért el

** - két másik versenyzővel azonos eredményt ért el

## Birkózás
Szabadfogású
| Versenyző         | Versenyszám | 32-es főtábla               | Nyolcaddöntő      | Negyeddöntő       | Elődöntő          | Vigaszág 2. kör             | Vigaszág 3. kör   | Vigaszág 4. kör   | Vigaszág 5. kör   | Vigaszág 6. kör   | Bronz- mérkőzés   | Döntő             | Helyezés |
| Versenyző         | Versenyszám | Ellenfél Eredmény           | Ellenfél Eredmény | Ellenfél Eredmény | Ellenfél Eredmény | Ellenfél Eredmény           | Ellenfél Eredmény | Ellenfél Eredmény | Ellenfél Eredmény | Ellenfél Eredmény | Ellenfél Eredmény | Ellenfél Eredmény | Helyezés |
| ----------------- | ----------- | --------------------------- | ----------------- | ----------------- | ----------------- | --------------------------- | ----------------- | ----------------- | ----------------- | ----------------- | ----------------- | ----------------- | -------- |
| Tjaart du Plessis | 62 kg       | Elbrusz Tedejev (UKR) · 1–5 |                   |                   |                   | Arút Parszekián (CYP) · 1–3 | kiesett           | kiesett           | kiesett           | kiesett           | kiesett           |                   | 18.      |

## Cselgáncs
Férfi
| Versenyző        | Versenyszám | Selejtező         | 32-es főtábla             | Nyolcaddöntő          | Negyeddöntő       | Elődöntő          | Vigaszág első kör      | Vigaszág negyeddöntő         | Vigaszág elődöntő | Bronz- mérkőzés   | Döntő             | Helyezés |
| Versenyző        | Versenyszám | Ellenfél Eredmény | Ellenfél Eredmény         | Ellenfél Eredmény     | Ellenfél Eredmény | Ellenfél Eredmény | Ellenfél Eredmény      | Ellenfél Eredmény            | Ellenfél Eredmény | Ellenfél Eredmény | Ellenfél Eredmény | Helyezés |
| ---------------- | ----------- | ----------------- | ------------------------- | --------------------- | ----------------- | ----------------- | ---------------------- | ---------------------------- | ----------------- | ----------------- | ----------------- | -------- |
| Duncan MacKinnon | Harmatsúly  | erőnyerő          | Jorge Steffano (URU) · GY | Csák József (HUN) · V |                   |                   | Nadzsib Aga (IND) · GY | Henrique Guimarães (BRA) · V | kiesett           | kiesett           |                   | 9.       |

## Evezés
Férfi
| Versenyző                                             | Versenyszám                          | Előfutam | Előfutam | Vigaszág | Vigaszág | Elődöntő | Elődöntő | Elődöntő | Döntő | Döntő   | Döntő | Helyezés |
| Versenyző                                             | Versenyszám                          | Idő      | Hely.    | Idő      | Hely.    | Típus    | Idő      | Hely.    | Típus | Idő     | Hely. | Helyezés |
| ----------------------------------------------------- | ------------------------------------ | -------- | -------- | -------- | -------- | -------- | -------- | -------- | ----- | ------- | ----- | -------- |
| Greg Bayne John Callie                                | Kormányos nélküli kettes             | 7:01,05  | 6.       | 7:11,14  | 4.       |          |          |          | C     | 7:09,91 | 4.    | 16.      |
| Roger Tobler Mark Rowand Gareth Costa Mike Hasselbach | Könnyűsúlyú kormányos nélküli négyes | 6:19,98  | 1.       |          |          | A/B      | 6:16,65  | 4.       | B     | 6:04,13 | 3.    | 9.       |

Női
| Versenyző                     | Versenyszám              | Előfutam | Előfutam | Vigaszág | Vigaszág | Elődöntő | Elődöntő | Elődöntő | Döntő | Döntő   | Döntő | Helyezés |
| Versenyző                     | Versenyszám              | Idő      | Hely.    | Idő      | Hely.    | Típus    | Idő      | Hely.    | Típus | Idő     | Hely. | Helyezés |
| ----------------------------- | ------------------------ | -------- | -------- | -------- | -------- | -------- | -------- | -------- | ----- | ------- | ----- | -------- |
| Helen Fleming Colleen Orsmond | Kormányos nélküli kettes | 7:48,69  | 4.       | 8:11,90  | 2.       | A/B      | 7:56,41  | 6.       | B     | 7:28,30 | 5.    | 11.      |

## Gyeplabda

### Férfi
| Dél-afrikai férfi gyeplabdacsapat-játékoskeret                                                                             | Dél-afrikai férfi gyeplabdacsapat-játékoskeret                                                                                         |
| --- | --- |
| - Brian Myburgh - Brad Milne - Shaun Cooke - Craig Jackson - Craig Fulton - Brad Michalaro - Gregg Clark - Gary Boddington | - Alistar Fredericks - Wayne Graham - Kevin Chree - Charles Teversham - Greg Nicol - Matthew Hallowes - Grant Fulton - Murray Anderson |

#### Eredmények
Csoportkör
B csoport
| Csapat                        | M | Gy | D | V | G+ | G– | Gk | P |
| ----------------------------- | - | -- | - | - | -- | -- | -- | - |
| Hollandia (NED)               | 5 | 4  | 1 | 0 | 14 | 6  | +8 | 9 |
| Ausztrália (AUS)              | 5 | 3  | 1 | 1 | 13 | 7  | +6 | 7 |
| Nagy-Britannia (GBR)          | 5 | 1  | 3 | 1 | 8  | 8  | 0  | 5 |
| Dél-Korea (KOR)               | 5 | 1  | 2 | 2 | 12 | 13 | –1 | 4 |
| Dél-afrikai Köztársaság (RSA) | 5 | 0  | 3 | 2 | 7  | 12 | –5 | 3 |
| Malajzia (MAS)                | 5 | 0  | 2 | 3 | 7  | 15 | –8 | 2 |

| 1996. július 21. 20:00 | Dél-afrikai Köztársaság (RSA) | 1–1   | Ausztrália (AUS) | Játékvezetők: Guillaume Langle (FRA), Steve Horgan (USA) |
| 1996. július 21. 20:00 | Nicol 65'                     | (0–0) | Hager 61'        | Játékvezetők: Guillaume Langle (FRA), Steve Horgan (USA) |

| 1996. július 23. 17:30 | Malajzia (MAS)  | 2–2   | Dél-afrikai Köztársaság (RSA) | Játékvezetők: Henrik Ehlers (DEN), Kiyoshi Sana (JPN) |
| 1996. július 23. 17:30 | Nawawi 38', 61' | (0–1) | Nicol 26' · G. Fulton 64'     | Játékvezetők: Henrik Ehlers (DEN), Kiyoshi Sana (JPN) |

| 1996. július 25. 09:00 | Dél-Korea (KOR)                                                                                    | 3–3   | Dél-afrikai Köztársaság (RSA)  | Játékvezetők: Henrik Ehlers (DEN), Richard Wolter (GER) |
| 1996. július 25. 09:00 | Pak Sinhung (Park Sin-Heung) 27' · Sin Szokkjo (Sin Seok-Gyo) 51' · Kim Jonggü (Kim Yeong-Gwi) 60' | (1–0) | Nicol 55', 68' · G. Fulton 67' | Játékvezetők: Henrik Ehlers (DEN), Richard Wolter (GER) |

| 1996. július 27. 17:30 | Dél-afrikai Köztársaság (RSA) | 0–2   | Nagy-Britannia (GBR)  | Játékvezetők: Steve Horgan (USA), Eduardo Ruiz (ARG) |
| 1996. július 27. 17:30 |                               | (0–2) | Wyatt 14' · Giles 28' | Játékvezetők: Steve Horgan (USA), Eduardo Ruiz (ARG) |

| 1996. július 29. 20:00 | Hollandia (NED)                                     | 4–1   | Dél-afrikai Köztársaság (RSA) | Játékvezetők: Ayman Amin (EGY), Ray O’Connor (IRL) |
| 1996. július 29. 20:00 | Lomans 11', 26' · Delissen 13' · van den Honert 54' | (3–0) | Nicol 43'                     | Játékvezetők: Ayman Amin (EGY), Ray O’Connor (IRL) |

A 9–12. helyért
| 1996. július 31. 08:30 | Dél-afrikai Köztársaság (RSA)                 | 3–0   | Egyesült Államok (USA) | Játékvezetők: Floris Idenburg (NED), Ayman Amin (EGY) |
| 1996. július 31. 08:30 | Teversham 34' · G. Fulton 46' · C. Fulton 62' | (1–0) |                        | Játékvezetők: Floris Idenburg (NED), Ayman Amin (EGY) |

A 9. helyért
| 1996. augusztus 1. 08:30 | Argentína (ARG)                          | 3–2   | Dél-afrikai Köztársaság (RSA) | Játékvezetők: Craig Madden (GBR), Guillaume Langle (FRA) |
| 1996. augusztus 1. 08:30 | Ferrara 30' · Capurro 36' · J. Lombi 45' | (1–1) | Nicol 22' · Hallowes 38'      | Játékvezetők: Craig Madden (GBR), Guillaume Langle (FRA) |

| Csapat                        | Helyezés |
| ----------------------------- | -------- |
| Dél-afrikai Köztársaság (RSA) | 10.      |

## Íjászat
Női
| Versenyző                                    | Versenyszám | Selejtező | Selejtező | 64-es főtábla                                    | 32-es főtábla                        | Nyolcaddöntő                                                                              | Negyeddöntő       | Elődöntő          | Döntő             | Helyezés |
| Versenyző                                    | Versenyszám | Pont      | Kiemelt   | Ellenfél Eredmény                                | Ellenfél Eredmény                    | Ellenfél Eredmény                                                                         | Ellenfél Eredmény | Ellenfél Eredmény | Ellenfél Eredmény | Helyezés |
| -------------------------------------------- | ----------- | --------- | --------- | ------------------------------------------------ | ------------------------------------ | ----------------------------------------------------------------------------------------- | ----------------- | ----------------- | ----------------- | -------- |
| Kirstin Lewis                                | Egyéni      | 639       | 26.       | Kovács Judit (HUN) (39.) · 150–150               | Natalia Valeeva (MDA) (7.) · 143–160 | kiesett                                                                                   | kiesett           | kiesett           | kiesett           | 30.      |
| Jill Börresen                                | Egyéni      | 567       | 62.       | Natalia Nasaridze-Çakir (TUR) (3.) · 140–168     | kiesett                              | kiesett                                                                                   | kiesett           | kiesett           | kiesett           | 59.      |
| Leanda Hendricks                             | Egyéni      | 600       | 56.       | Jun Hjejong (Yun Hye-Yeong) (KOR) (9.) · 138–165 | kiesett                              | kiesett                                                                                   | kiesett           | kiesett           | kiesett           | 61.      |
| Jill Börresen Leanda Hendricks Kirstin Lewis | Csapat      | 567       | 15.       |                                                  |                                      | Törökország (TUR) · Elif Altınkaynak · Elif Ekşi · Natalia Nasaridze-Çakir (2.) · 228–240 | kiesett           | kiesett           | kiesett           | 11.      |

## Kajak-kenu

### Síkvízi
Női
| Versenyző   | Versenyszám       | Előfutam | Előfutam | Előfutam | Vigaszág | Vigaszág | Vigaszág | Elődöntő | Elődöntő | Elődöntő | Döntő   | Döntő    |
| Versenyző   | Versenyszám       | Idő      | Hely.    | Össz.    | Idő      | Hely.    | Össz.    | Idő      | Hely.    | Össz.    | Idő     | Helyezés |
| ----------- | ----------------- | -------- | -------- | -------- | -------- | -------- | -------- | -------- | -------- | -------- | ------- | -------- |
| Ruth Nortje | Kajak egyes 500 m | 1:54,695 | 2.       | 8.       | erőnyerő | erőnyerő | erőnyerő | 1:53,611 | 5.       | 11.      | kiesett | kiesett  |

## Kerékpározás

### Hegyi-kerékpározás
| Versenyző   | Versenyszám      | Idő                | Helyezés |
| ----------- | ---------------- | ------------------ | -------- |
| Erica Green | Női terepverseny | 2:03:06 (+0:12:15) | 17.      |

### Országúti kerékpározás
Férfi
| Versenyző     | Versenyszám   | Idő             | Helyezés |
| ------------- | ------------- | --------------- | -------- |
| Doug Ryder    | Mezőnyverseny | 4:56:47 (+2:51) | 61.      |
| Blayne Wikner | Mezőnyverseny | 4:56:52 (+2:56) | 97.      |

Női
| Versenyző     | Versenyszám   | Idő              | Helyezés |
| ------------- | ------------- | ---------------- | -------- |
| Erica Green   | Mezőnyverseny | 2:37:21 (+1:08)  | 35.      |
| Jackie Martin | Mezőnyverseny | 2:53:12 (+16:59) | 42.      |

### Pálya-kerékpározás
Sprintversenyek
| Versenyző           | Versenyszám  | Selejtező | Selejtező | 1. forduló                      | Vigaszág                     | Vigaszág | 2. forduló           | Vigaszág               | Vigaszág | Nyolcaddöntő         | Vigaszág               | Vigaszág | Negyeddöntő          | 5–8. helyért           | 5–8. helyért | Elődöntő             | Döntő                | Helyezés |
| Versenyző           | Versenyszám  | Idő       | Hely.     | Ellenfél Győztes idő            | Ellenfelek Győztes idő       | Hely.    | Ellenfél Győztes idő | Ellenfelek Győztes idő | Hely.    | Ellenfél Győztes idő | Ellenfelek Győztes idő | Hely.    | Ellenfél Győztes idő | Ellenfelek Győztes idő | Hely.        | Ellenfél Győztes idő | Ellenfél Győztes idő | Helyezés |
| ------------------- | ------------ | --------- | --------- | ------------------------------- | ---------------------------- | -------- | -------------------- | ---------------------- | -------- | -------------------- | ---------------------- | -------- | -------------------- | ---------------------- | ------------ | -------------------- | -------------------- | -------- |
| Jean-Pierre van Zyl | Férfi egyéni | 10,695    | 17.       | Florian Rousseau (FRA) · 11,296 | Peter Bazálik (SVK) · 11,222 | 2.       | kiesett              | kiesett                | kiesett  | kiesett              | kiesett                | kiesett  | kiesett              | kiesett                | kiesett      | kiesett              | kiesett              | kiesett  |

Időfutam
| Név                 | Versenyszám  | Idő      | Helyezés |
| ------------------- | ------------ | -------- | -------- |
| Jean-Pierre van Zyl | Férfi egyéni | 1:04,214 | 5.       |

Üldözőversenyek
| Versenyző    | Versenyszám  | Selejtező | Selejtező | Negyeddöntő  | Negyeddöntő | Elődöntő     | Elődöntő  | Döntő        | Döntő     | Helyezés |
| Versenyző    | Versenyszám  | Idő       | Hely.     | Ellenfél Idő | Saját idő   | Ellenfél Idő | Saját idő | Ellenfél Idő | Saját idő | Helyezés |
| ------------ | ------------ | --------- | --------- | ------------ | ----------- | ------------ | --------- | ------------ | --------- | -------- |
| David George | Férfi egyéni | 4:39,531  | 15.       | kiesett      | kiesett     | kiesett      | kiesett   | kiesett      | kiesett   | 15.      |

Pontversenyek
| Név          | Versenyszám       | Pont          | Körhátrány    | Helyezés      |
| ------------ | ----------------- | ------------- | ------------- | ------------- |
| David George | Férfi pontverseny | nem ért célba | nem ért célba | nem ért célba |

## Ökölvívás
| Versenyző           | Versenyszám   | Selejtező                        | Nyolcaddöntő                   | Negyeddöntő       | Elődöntő          | Döntő             | Helyezés |
| Versenyző           | Versenyszám   | Ellenfél Eredmény                | Ellenfél Eredmény              | Ellenfél Eredmény | Ellenfél Eredmény | Ellenfél Eredmény | Helyezés |
| ------------------- | ------------- | -------------------------------- | ------------------------------ | ----------------- | ----------------- | ----------------- | -------- |
| Masibulele Makepula | Papírsúly     | Debendra Thapa (IND) · RSC       | Rafael Lozano (ESP) · 3–14     | kiesett           | kiesett           | kiesett           | 9.       |
| Philip Ndou         | Pehelysúly    | Casey Patton (CAN) · RSC         | Szomrak Khamszing (THA) · 7–12 | kiesett           | kiesett           | kiesett           | 9.       |
| Irvin Buhlalu       | Könnyűsúly    | Phongsit Veangviact (THA) · 5–21 | kiesett                        | kiesett           | kiesett           | kiesett           | 17.      |
| Victor Kunene       | Nagyváltósúly | Pavel Polakovič (CZE) · 1–1      | kiesett                        | kiesett           | kiesett           | kiesett           | 17.      |
| Sybrand Botes       | Félnehézsúly  | Gabriel Hernández (DOM) · 16–11  | Enrique Flores (PUR) · 7–16    | kiesett           | kiesett           | kiesett           | 9.       |

RSC - a játékvezető megállította a mérkőzést

## Öttusa
| Versenyző    | Lövészet | Lövészet | Lövészet | Úszás   | Úszás | Úszás | Vívás    | Vívás | Vívás | Lovaglás | Lovaglás | Lovaglás | Lovaglás | Futás     | Futás | Futás | Összesen    | Összesen |
| Versenyző    | Pontszám | Pont     | Hely.    | Idő     | Pont  | Hely. | Eredmény | Pont  | Hely. | Idő      | Hibapont | Pont     | Hely.    | Idő       | Pont  | Hely. | Összes pont | Helyezés |
| ------------ | -------- | -------- | -------- | ------- | ----- | ----- | -------- | ----- | ----- | -------- | -------- | -------- | -------- | --------- | ----- | ----- | ----------- | -------- |
| Claud Cloete | 183      | 1132     | 4.*      | 3:35,25 | 1152  | 29.   | 15–16    | 780   | 22.   | 1:16,04  | 30       | 1070     | 6.       | 13:17,357 | 1174  | 19.   | 5308        | 15.      |

* - egy másik versenyzővel azonos eredményt ért el

## Sportlövészet
Férfi
| Versenyző | Versenyszám           | Selejtező | Selejtező | Döntő   | Döntő    |
| Versenyző | Versenyszám           | Pont      | Helyezés  | Pont    | Helyezés |
| --------- | --------------------- | --------- | --------- | ------- | -------- |
| Jaco Henn | Sportpuska, fekvő     | 593       | 26.*      | kiesett | kiesett  |
| Jaco Henn | Sportpuska, összetett | 1162      | 22.*      | kiesett | kiesett  |
| Mel Hains | Skeet                 | 113       | 45.*      | kiesett | kiesett  |

* - három másik versenyzővel azonos eredményt ért el

## Tenisz
Férfi
| Versenyző                     | Versenyszám | 64-es főtábla                     | 32-es főtábla                                                  | Nyolcaddöntő                                                               | Negyeddöntő                                                | Elődöntő          | Bronz- mérkőzés   | Döntő             | Helyezés |
| Versenyző                     | Versenyszám | Ellenfél Eredmény                 | Ellenfél Eredmény                                              | Ellenfél Eredmény                                                          | Ellenfél Eredmény                                          | Ellenfél Eredmény | Ellenfél Eredmény | Ellenfél Eredmény | Helyezés |
| ----------------------------- | ----------- | --------------------------------- | -------------------------------------------------------------- | -------------------------------------------------------------------------- | ---------------------------------------------------------- | ----------------- | ----------------- | ----------------- | -------- |
| Wayne Ferreira                | Egyes       | Gastón Etlis (ARG) · 6–4, 6–3     | Byron Black (ZIM) · 6–2, 7–5                                   | Todd Woodbridge (AUS) · 7–6, 7–6                                           | Andre Agassi (USA) · 5–7, 6–4, 5–7                         | kiesett           | kiesett           | kiesett           | 5.       |
| Marcos Ondruska               | Egyes       | Goran Ivanišević (CRO) · 6–2, 6–4 | Christian Ruud (NOR) · 6–7, 6–7                                | kiesett                                                                    | kiesett                                                    | kiesett           | kiesett           | kiesett           | 17.      |
| Ellis Ferreira Wayne Ferreira | Páros       |                                   | Magyarország (HUN) · Köves Gábor · Markovits László · 6–1, 6–1 | Egyesült Államok (USA) · Andre Agassi · MaliVai Washington · 7–5, 6–7, 6–0 | Hollandia (NED) · Jacco Eltingh · Paul Haarhuis · 6–7, 6–7 | kiesett           | kiesett           | kiesett           | 5.       |

Női
| Versenyző                        | Versenyszám | 64-es főtábla                                       | 32-es főtábla                                                        | Nyolcaddöntő                                              | Negyeddöntő       | Elődöntő          | Bronz- mérkőzés   | Döntő             | Helyezés |
| Versenyző                        | Versenyszám | Ellenfél Eredmény                                   | Ellenfél Eredmény                                                    | Ellenfél Eredmény                                         | Ellenfél Eredmény | Ellenfél Eredmény | Ellenfél Eredmény | Ellenfél Eredmény | Helyezés |
| -------------------------------- | ----------- | --------------------------------------------------- | -------------------------------------------------------------------- | --------------------------------------------------------- | ----------------- | ----------------- | ----------------- | ----------------- | -------- |
| Mariaan de Swardt                | Egyes       | Helena Suková (CZE) · 7–6, 3–6, 7–5                 | Anke Huber (GER) · 6–3, 1–6, 4–6                                     | kiesett                                                   | kiesett           | kiesett           | kiesett           | kiesett           | 17.      |
| Amanda Coetzer                   | Egyes       | Rachel McQuillan (AUS) · 6–4, 7–6                   | Natallja Zverava (BLR) · 1–6, 6–4, 2–6                               | kiesett                                                   | kiesett           | kiesett           | kiesett           | kiesett           | 17.      |
| Joannette Kruger                 | Egyes       | Cshö Jongdzsa (Choi Yeong-Ja) (KOR) · 7–6, 2–6, 1–6 | kiesett                                                              | kiesett                                                   | kiesett           | kiesett           | kiesett           | kiesett           | 33.      |
| Amanda Coetzer Mariaan de Swardt | Páros       |                                                     | Dél-Korea (KOR) · Kim Unha · Pak Szonghi (Park Seong-Hui) · 6–1, 6–3 | Nagy-Britannia (GBR) · Valda Lake · Clare Wood · 5–7, 5–7 | kiesett           | kiesett           | kiesett           | kiesett           | 9.       |

## Úszás
Férfi
| Versenyző        | Versenyszám  | Előfutam | Előfutam | Előfutam | Döntő   | Döntő    | Döntő   | Helyezés |
| Versenyző        | Versenyszám  | Idő      | Hely.    | Össz.    | Típus   | Idő      | Hely.   | Helyezés |
| ---------------- | ------------ | -------- | -------- | -------- | ------- | -------- | ------- | -------- |
| Brendon Dedekind | 50 m gyors   | 22,60    | 2.       | 4.       | A       | 22,59    | 5.      | 5.       |
| Brendon Dedekind | 100 m gyors  | 50,95    | 6.       | 26.      | kiesett | kiesett  | kiesett | kiesett  |
| Ryk Neethling    | 400 m gyors  | 3:56,19  | 7.       | 16.      | B       | 3:54,34  | 3.      | 11.      |
| Ryk Neethling    | 1500 m gyors | 15:19,98 | 2.       | 7.       | A       | 15:14,63 | 5.      | 5.       |

Női
| Versenyző                                            | Versenyszám            | Előfutam | Előfutam | Előfutam | Döntő   | Döntő   | Döntő   | Helyezés |
| Versenyző                                            | Versenyszám            | Idő      | Hely.    | Össz.    | Típus   | Idő     | Hely.   | Helyezés |
| ---------------------------------------------------- | ---------------------- | -------- | -------- | -------- | ------- | ------- | ------- | -------- |
| Marianne Kriel                                       | 50 m gyors             | 26,42    | 7.       | 24.      | kiesett | kiesett | kiesett | kiesett  |
| Heleen Muller                                        | 100 m gyors            | 57,98    | 6.       | 33.      | kiesett | kiesett | kiesett | kiesett  |
| Heleen Muller                                        | 200 m gyors            | 2:05,59  | 3.       | 30.      | kiesett | kiesett | kiesett | kiesett  |
| Marianne Kriel                                       | 100 m hát              | 1:02,33  | 1.       | 3.       | A       | 1:02,12 | 3.      |          |
| Marianne Kriel                                       | 200 m hát              | 2:15,99  | 5.       | 16.      | B       | 2:18,41 | 8.      | 16.      |
| Penelope Heyns                                       | 200 m mell             | 2:26,63  | 1.       | 1.       | A       | 2:25,41 | 1.      |          |
| Penelope Heyns                                       | 100 m mell             | 1:07,02  | 1.       | 1.       | A       | 1:07,73 | 1.      |          |
| Julia Russell                                        | 100 m mell             | 1:10,87  | 7.       | 18.      | kiesett | kiesett | kiesett | kiesett  |
| Julia Russell                                        | 200 m mell             | 2:32,44  | 5.       | 17.      | B       | 2:30,38 | 4.      | 12.      |
| Julia Russell                                        | 200 m vegyes           | 2:20,40  | 5.       | 27.      | kiesett | kiesett | kiesett | kiesett  |
| Mandy Loots                                          | 100 m pillangó         | 1:03,53  | 6.       | 30.      | kiesett | kiesett | kiesett | kiesett  |
| Mandy Loots                                          | 200 m pillangó         | 2:20,73  | 7.       | 30.      | kiesett | kiesett | kiesett | kiesett  |
| Marianne Kriel Penny Heyns Mandy Loots Heleen Muller | 4 × 100 m vegyes váltó | 4:09,47  | 3.       | 5.       | A       | 4:08,16 | 4.      | 4.       |

## Vitorlázás
Férfi
| Versenyző   | Versenyszám | Futam | Futam | Futam | Futam | Futam | Futam | Futam | Futam | Futam | Futam | Pontszám | Helyezés |
| Versenyző   | Versenyszám | 1     | 2     | 3     | 4     | 5     | 6     | 7     | 8     | 9     | 10    | Pontszám | Helyezés |
| ----------- | ----------- | ----- | ----- | ----- | ----- | ----- | ----- | ----- | ----- | ----- | ----- | -------- | -------- |
| Ian Ainslie | Finn dingi  | (25)  | 10    | 7     | 2     | 10    | 10    | 14    | 2     | (26)  | 17    | 72,0     | 8.       |

Nyílt
| Versenyző    | Versenyszám | Futam | Futam | Futam | Futam | Futam | Futam | Futam | Futam | Futam | Futam | Futam | Pontszám | Helyezés |
| Versenyző    | Versenyszám | 1     | 2     | 3     | 4     | 5     | 6     | 7     | 8     | 9     | 10    | 11    | Pontszám | Helyezés |
| ------------ | ----------- | ----- | ----- | ----- | ----- | ----- | ----- | ----- | ----- | ----- | ----- | ----- | -------- | -------- |
| Dave Hibberd | Laser       | 10    | 10    | 20    | 20    | 8     | 17    | (31)  | 13    | (29)  | 18    | 22    | 138,0    | 16.      |

| Versenyző                                    | Versenyszám | Futam | Futam | Futam | Futam | Futam | Futam | Futam | Futam | Futam | Futam | Futam | Futam | Negyeddöntő       | Elődöntő          | Döntő             | Helyezés |
| Versenyző                                    | Versenyszám | 1     | 2     | 3     | 4     | 5     | 6     | 7     | 8     | 9     | 10    | Pont  | Hely. | Ellenfél Eredmény | Ellenfél Eredmény | Ellenfél Eredmény | Helyezés |
| -------------------------------------------- | ----------- | ----- | ----- | ----- | ----- | ----- | ----- | ----- | ----- | ----- | ----- | ----- | ----- | ----------------- | ----------------- | ----------------- | -------- |
| Bruce Savage Dick Mayhew Clynton Wade-Lehman | Soling      | 17    | 2     | 17    | 11    | 11    | (20)  | 15    | (23)  | 11    | 18    | 102   | 17.   | kiesett           | kiesett           | kiesett           | 17.      |